# FDP-Europaparteitag 2024
Koordinaten: 52° 29′ 56,2″ N, 13° 22′ 28,3″ O
Der Europaparteitag 2024 der FDP fand am 28. Januar 2024 in Berlin statt. Es handelte sich um eine Bundesvertreterversammlung zur Aufstellung der Liste zur Europawahl 2024. Zuvor hatte der FDP-Bundesvorstand einstimmig die Vorsitzende des Verteidigungsausschusses des Deutschen Bundestags, Marie-Agnes Strack-Zimmermann, als Spitzenkandidatin vorgeschlagen. Sie wurde mit rund 90 Prozent der Stimmen von den Delegierten als solche bestätigt. Zudem verabschiedeten die Freien Demokraten ihr Wahlprogramm zur Europawahl.

## Kandidatenliste

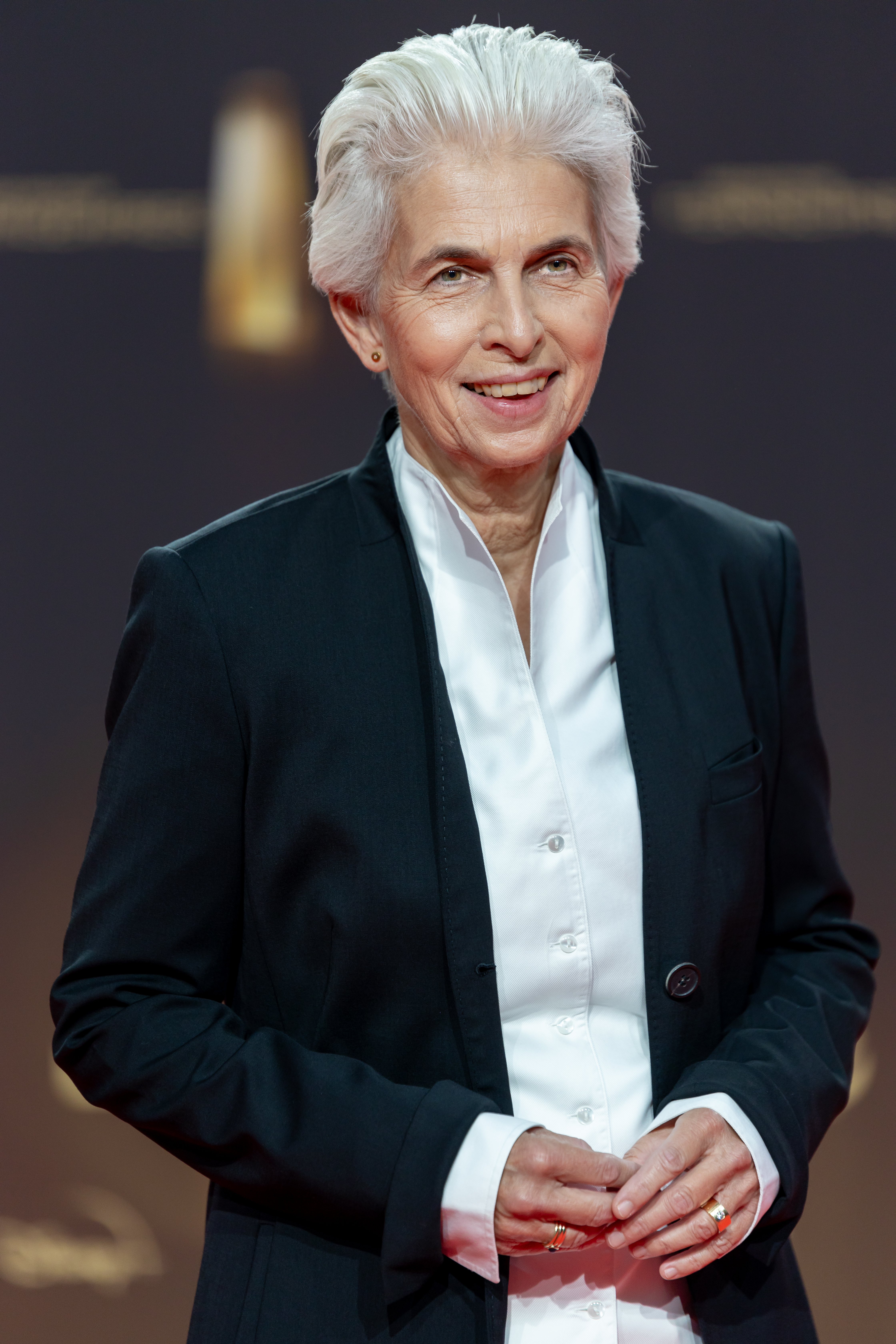
Spitzenkandidatin Marie-Agnes Strack-Zimmermann

Gewählt wurde auf der Europaversammlung eine Bundesliste mit 197 Plätzen, von denen die ersten 15 Kandidaten in Einzelwahl bestimmt wurden:
1. Marie-Agnes Strack-Zimmermann, MdB (Nordrhein-Westfalen)
2. Svenja Hahn, MdEP (Hamburg)
3. Andreas Glück, MdEP (Baden-Württemberg)
4. Moritz Körner, MdEP (Nordrhein-Westfalen)
5. Jan-Christoph Oetjen, MdEP (Niedersachsen)
6. Isabel Schnitzler (Hessen)
7. Phil Hackemann (Bayern und Junge Liberale)
8. Martin Hoeck (Brandenburg)
9. Helmer Krane (Schleswig-Holstein)
10. Sarah Zickler (Baden-Württemberg)
11. Anastasia Vishnevskaya-Mann (Berlin)
12. Celine Eberhardt (Bremen)
13. Michael Terwiesche (Nordrhein-Westfalen)
14. Stefan Richter (Sachsen)
15. Yvonne von Löbbecke (Sachsen-Anhalt)